# Zwitterion

Molekula glycinu kyselé (karboxylová skupina) a bazické centrum (aminová skupina, vlevo neionizovaná forma, vpravo zwitterion.

Zwitterion (také „vnitřní sůl“, obojetný nebo amfoterní ion, amfion nebo nepřesně dipolární ion) je ion, který ve své molekule obsahuje pozitivní i negativní náboj v různé části molekuly, jehož celkový náboj je ale neutrální.

## Vznik
Zwitterionty vznikají z amfolytů, molekul, které ve své molekule obsahují kyselé i zásadité funkční skupiny, v prostředí s pH blízkým jejich izoelektrického bodu.
Typickým příkladem zwitteriontů jsou aminokyseliny a peptidy, nesoucí kyselé (karboxylové skupiny) a bazické centrum (aminová skupina). Některé aminokyseliny mají ovšem další nabité funkční skupiny, jedná se o záporně nabitou kyselinu glutamovou a asparagovou a kladně nabitý arginin, lyzin a v některých podmínkách i histidin. Obvyklé proteiny tedy zwitterionty netvoří a jejich náboj závisí na zastoupení kyselých a bazických aminokyselin. 
Na základě teoretické analýzy se předpokládá, že zwitterion je ve vodném roztoku stabilizován vodíkovou vazbou s molekulami vody v rozpouštědle. Analýza dat neutronové difrakce glycinu ukázala, že v pevném stavu je ve zwitteriontové formě, a potvrdila přítomnost vodíkových vazeb. Teoretickými výpočty bylo prokázáno, že zwitteriony mohou být přítomny i v plynné fázi v některých případech odlišných od jednoduchého přenosu karboxylové kyseliny na amin. Některé aminokyseliny nesou více než dva náboje a mohou tvořit smíšené soli, kde se systémy H-vazby mohou lišit.
Betainy jsou zwitterionty, které nemohou izomerizovat na zcela neutrální formu, například když se kladný náboj nachází na kvartérní amoniové skupině. Podobně nemůže izomerizovat molekula obsahující fosfoniovou skupinu a karboxylátovou skupinu.  Betainy neizomerizují, protože chemické skupiny navázané na atom dusíku nejsou labilní. Tyto sloučeniny lze klasifikovat jako trvalé zwitteriony, protože k izomeraci na molekulu bez elektrického náboje nedochází nebo dochází velmi pomalu. 
Silně polarizované konjugované sloučeniny (konjugované zwitteriony) jsou obvykle velmi reaktivní, mají diradikálový charakter, aktivují silné vazby a malé molekuly a slouží jako přechodné meziprodukty při katalýze. Donor-akceptorové entity mají široké využití ve fotochemii (fotoindukovaný přenos elektronů), organické elektronice, spínání a snímání.
Přechodu glycinu nebo tricinu (aminokyselina netvořící proteiny) mezi záporně nabitou formou a zwitteriontem se využívá při "zaostřovacím kroku" při rozdělování proteinů metodou SDS-PAGE.